# Штайнгрубер, Джулия
Джулия Штайнгрубер (нем. Giulia Steingruber, род. 24 марта 1994, Госсау, Санкт-Галлен) — швейцарская гимнастка, бронзовый призёр Олимпиады 2016 года, шестикратная чемпионка Европы, чемпионка и призёр I Европейских игр. Спортсменка года в Швейцарии (2013). Знаменосец сборной Швейцарии на параде наций Олимпиады в Рио-де-Жанейро.

## Биография
Джулия Штайнгрубер родилась 24 марта 1994 года в Госсау. Начала заниматься спортом в семилетнем возрасте.
Владеет английским, французским и немецким языками.

## Карьера
Дебютировала на международных соревнованиях в 2010 году.
Элемент, исполненный ей на чемпионате мира 2011 года, назван в честь Штайнгрубер.
В 2012 году Штайнгрубер завоевала бронзовую медаль на чемпионате Европы в Брюсселе в дисциплине опорный прыжок.
Выступила на Олимпийских играх в Лондоне, став единственной представительницей Швейцарии в спортивной гимнастике. Стала четырнадцатой в абсолютном первенстве с суммой 56,148 и не прошла в финал опорного прыжка, став запасной.
В декабре 2012 года выступила на Кубке мира в Штутгарте и выиграла бронзу в личном многоборье с суммой баллов 55,565, при этом на опорном прыжке получила 15,400.

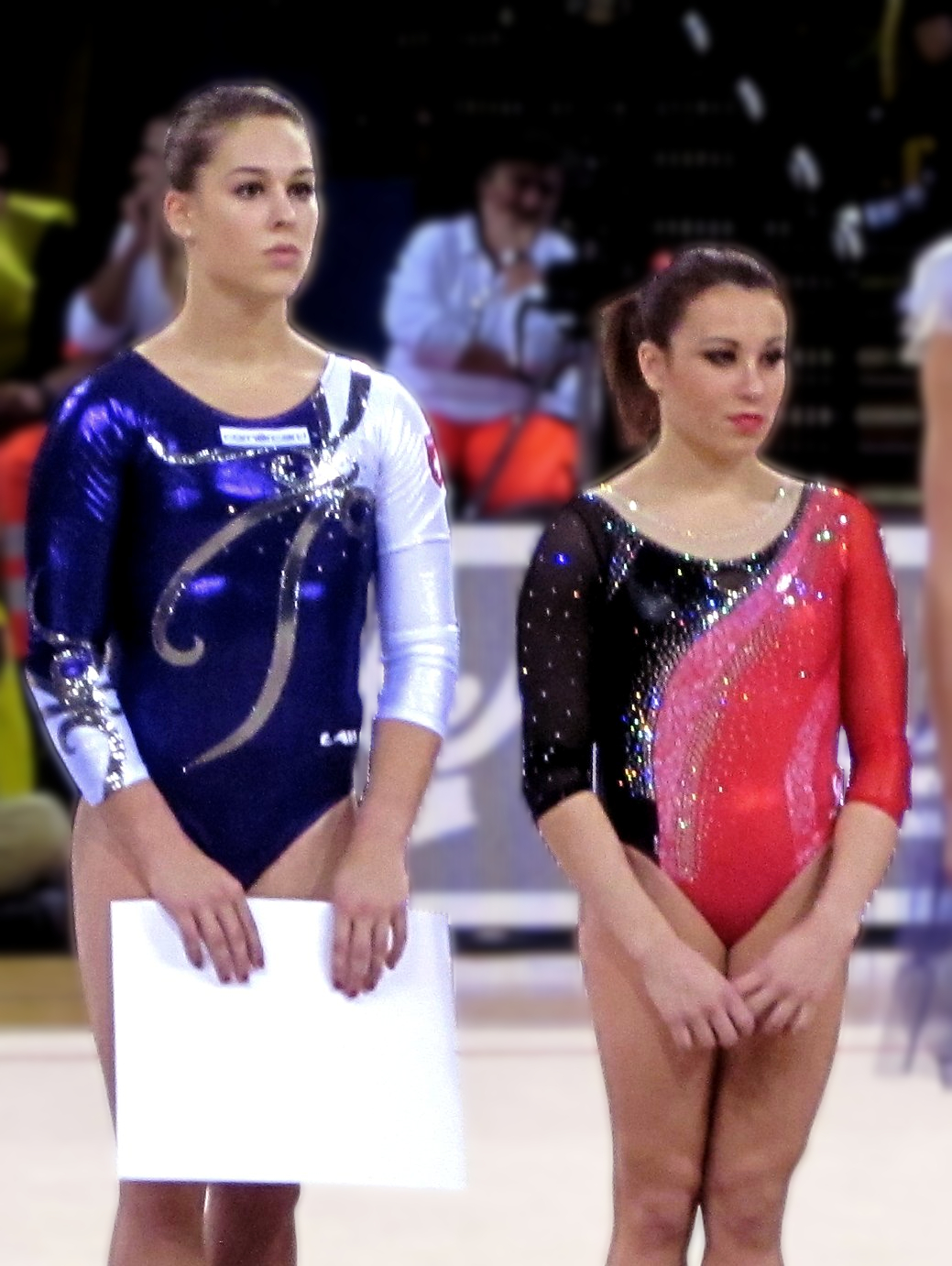
Джулия Штайнгрубер (слева) и Ванесса Феррари (справа) на Гран-при в 2013 году

В 2013 году на турнире в Езоло стала восьмой в многоборье с суммой 55,550 балла, а затем в Ла-Рош-сюр-Йон стала первой в опорном прыжке и на разновысоких брусьях, получив от судей 13,433 и 13,600 балла, соответственно. Она также завоевала бронзу на Кубке мира в Дохе в опорном прыжке, получив 15,225 и 14,100 за прыжки.
На чемпионате Европы в Москве завоевала золотую медаль, квалифицировавшись в финал опорного прыжка с первого места. Её результат в финале составил 14,750 балла. Она также попала в финал вольных упражнений и абсолютного первенства, где стала шестой и четвёртой, соответственно. Была признана спортсменкой 2013 года Швейцарии.
На чемпионате Европы 2014 года в Софии вновь завоевала золото в опорном прыжке с оценкой 14,666 балла. На чемпионате мира в Наньнине она заняла в финале абсолютного первенства пятнадцатое место с суммой 55,132 балла, а в опорном прыжке также вышла в финал, где стала пятой (14,716).
На чемпионате Европы 2015 года в Монпелье Штайнгрубер завоевала золото в абсолютном первенстве, опередив россиянку Марию Харенкову и британку Элиссу Дауни с суммой 57,873 балла. Для Швейцарии эта победа стала первой в истории многоборья. Тем не менее, в опорном прыжке они проиграла Марии Пасеке и не сумела защитить титул. На Европейских играх в Баку швейцарская гимнастка завоевала серебро в абсолютном первенстве с результатом 56,699 балла. Она стала двукратной чемпионкой Игр, победив в опорном прыжке (14,999) и вольных упражнениях (14,266), а также завоевала бронзу на бревне (13,700). На чемпионате мира в Глазго получила травму в финале опорного прыжка.
На чемпионате Европы в Берне в 2016 году Штайнгрубер завоевала две золотые медали: в опорном прыжке (14,983) и на вольных упражнениях (15,200). На Олимпиаде в Рио-де-Жанейро была знаменосцем Швейцарии на церемонии открытия. Она принесла первую личную медаль в женской спортивной гимнастике для своей страны, став бронзовым призёром в опорном прыжке с результатом 15,266.
В 2017 году на чемпионате мира в Монреале швейцарская гимнастка завоевала первую в карьере медаль, став третьей в опорном прыжке. С результатом 14,466 Штайнгрубер уступила только россиянке Марии Пасеке и американке Джейд Кэри.
На чемпионате Европы 2018 года в Глазго она получила травму мениска, что означало также пропуск чемпионата мира в Дохе.
К соревнованиям Штайнгрубер вернулась на чемпионат Швейцарии в сентябре 2019 года, где завоевала золото в личном многоборье с суммой 53,100 балла. Вошла в состав сборной на чемпионат мира в Штутгарте. В Германии она смогла квалифицироваться в финал в многоборье, что означало попадание на Олимпийские игры. В финалы на отдельных видах не прошла.
Штайнгрубер выиграла золото на чемпионате Европы 2021 года в опорном прыжке с результатом 14,824. На Олимпийских играх в Токио она стала пятнадцатой в абсолютном первенстве с результатом 53,366 балла. Пройти в финал опорного прыжка не смогла.